# 1992 في البوسنة والهرسك
فيما يلي قوائم الأحداث التي وقعت خلال عام 1992 في البوسنة والهرسك.

## أحداث
- 5 أبريل – حصار ساراييفو

## سياسة

### تعيين في المنصب
- 7 أبريل – رادوفان كاراديتش رئيس جمهورية صرب البوسنة [الإنجليزية]‏.

## مواليد

### فبراير
- 13 فبراير – تينو سفن سوشتيش لاعب كرة قدم بوسني.[1]

### أبريل
- 2 أبريل – ادين حسنوفيتش[2]
- 12 أبريل – ديان مالينوفيتش لاعب كرة يد بوسني.

### مايو
- 6 مايو – ألين أوميتش لاعب كرة سلة سلوفيني.
- 20 مايو – جومر دامر لاعب كرة مضرب بوسني.

### يونيو
- 5 يونيو – جوزيب بريتش لاعب كرة يد بوسني.

### أغسطس
- 20 أغسطس – ماتيج ديلاتش لاعب كرة قدم بوسني.[3]
- 22 أغسطس – إما برجيتش بوكو لاعبة كرة مضرب بوسنية.